# MAC-адреса
MAC-адреса (від англ. Media Access Control  — управління доступом до посередників) — це унікальний ідентифікатор, що зіставляється з різними типами устаткування для комп'ютерних мереж. Більшість мережевих протоколів канального рівня використовують один з трьох просторів MAC-адрес, керованих IEEE: MAC-48, EUI-48 і EUI-64. Адреси в кожному з просторів теоретично мають бути глобально унікальними. Не всі протоколи використовують MAC-адреси, і не всі протоколи, що використовують MAC-адреси, потребують подібної унікальності цих адрес.

## Адресація MAC-рівня
Існує 3 рівні MAC-адресації:
- MAC-адреса — унікальний ідентифікатор, що зіставляється з різними типами устаткування для комп'ютерних мереж.
- Протоколи сімейства IEEE 802 використовують 48-бітну схему адресації MAC-рівня.
- MAC-адреса пристрою глобально унікальна, зазвичай зашивається в апаратуру

У широкомовних мережах (таких, як мережі на основі Ethernet) MAC-адреса дозволяє однозначно ідентифікувати кожен вузол мережі і доставляти дані тільки цьому вузлу. Таким чином, MAC-адреси формують основу мереж на канальному рівні, яку використовують протоколи більш високого (мережевого) рівня. Для перетворення MAC-адрес в адреси мережевого рівня і назад застосовуються спеціальні протоколи (наприклад, ARP і RARP в мережах TCP/IP).
Адреси типу MAC-48 найбільш поширені; вони використовуються в таких технологіях, як Ethernet, Token ring, FDDI та ін. Вони складаються з 48 біт, таким чином, адресний простір MAC-48 налічує {\displaystyle 2^{48}} (або 281 474 976 710 656) адрес. Згідно з підрахунками IEEE, цього запасу адрес вистачить щонайменше до 2100 року.
EUI-48 відрізняється від MAC-48 лише семантично: в той час як MAC-48 використовується для мережевого устаткування, EUI-48 застосовується для інших типів апаратного та програмного забезпечення.
Ідентифікатори EUI-64 складаються з 64 біт і використовуються в FireWire, а також в IPv6, як молодші 64 біт мережевої адреси вузла.

## Структура MAC-адреси
Структура MAC-адреси виглядає наступним чином:
- Перший біт MAC-адреси одержувача називається бітом I / G (individual (одиничний) / group (груповий)). В адресі джерела він називається індикатором маршруту від джерела (Source Route Indicator);
- другий біт визначає спосіб призначення адреси;
- три перші октети адреси називаються захисною адресою (Burned In Address, BIA) або унікальним ідентифікатором організації (Organizationally Unique Identifier, OUI);
- За унікальність трьох останніх октетів адреси відповідає сам виробник.

Стандарти IEEE визначають 48-розрядну MAC-адресу, яка розділена на чотири частини.

Перший біт вказує призначений кадр для одиничного (0) або групового (1) адресата, а другий — чи є він універсальним (0) або локально керованим (1).
Третє поле вказує частину адреси, яку виробник отримує (при реєстрації) в IEEE, а три останні октети обираються виробником пристрою. Адреса пристрою глобально унікальна і зазвичай зашивається в апаратуру.
Специфіка локальних мереж також знайшла своє відображення в поділі канального рівня на два підрівні, які часто називають також рівнями. Канальний рівень (Data Link Layer) ділиться в локальних мережах на два підрівні:
- логічної передачі даних (Logical Link Control, LLC);
- керування доступом до середовища (Media Access Control, MAC).

Рівень MAC з'явився через існування в локальних мережах поділюваного середовища передачі даних. Саме цей рівень забезпечує коректне спільне використання загального середовища, надаючи її у розпорядження тієї чи іншої станції мережі за певним алгоритмом. Після того, як отримано доступ до середовища, ним може користуватися більш високий рівень — рівень LLC, який організовує передачу логічних одиниць даних, кадрів інформації з різним рівнем якості транспортних послуг. У сучасних локальних мережах набули поширення декілька протоколів рівня MAC, які реалізують різні алгоритми доступу до середовища. Ці протоколи повністю визначають специфіку таких технологій, як Ethernet, Fast Ethernet, Gigabit Ethernet, Token Ring, FDDI, 100VG-AnyLAN (відомий ще як 100BaseVG).

## Особливості МАС-адреси
В комп'ютерних мережах МАС-адреса являє собою унікальний ідентифікатор, який додається до більшості видів мережевого обладнання. Більшість мережевих протоколів використовували один з трьох видів керованого простору IEEE: MAC-48, EUI-48 і EUI-64, які призначені, щоб бути глобально унікальними («EUI» означає розширений Extended Unique Identifier). Не всі протоколи зв'язку використовують MAC-адреси, і не всі протоколи вимагають глобальних унікальних ідентифікаторів.
У широкомовних мережах, таких як Ethernet МАС-адреса дозволяє кожній приймальній стороні бути однозначно ідентифікованою та дозволяє помічати кадри для певних хостів. Таким чином, вона є основою, на яку протоколи OSI Layer звертаються для створення складних мереж функціонування.

## Деталі MAC-адреси
Оригінальна MAC-адреса офіційно називається «MAC-48», походить від специфікації Ethernet. Так як в Ethernet було передбачено використання 48-бітного адресного простору, то це означає 248 або 281 474 976 710 656 можливих МАС-адрес.
Всі три системи нумерації використовують той же формат і відрізняються тільки довжиною ідентифікатора. Адреси можуть бути або «універсально керовані» або «локально керовані».
«Універсально керована адреса» призначається пристрою його виробником; це іноді називають «burned-in addresses». Перші три октети (в порядку передачі) визначають організацію, яка видала адресу і відомі як Унікальний ідентифікатор організації (OUI). Наступні три (MAC-48 і EUI-48) або п'ять (EUI-64) октетів призначаються організацією будь-яким чином, з урахуванням обмежень унікальності. IEEE очікує, що MAC-48 повинні бути вичерпані не раніше, ніж у 2100 році; EUI-64 не очікується закінчитися в найближчому майбутньому.

MAC-адреса, вказана виробником.

«Локально керована адреса» присвоюється пристрою, мережевим адміністратором, перекриваючи «прошиту адресу» («burned-in address»). Якщо локально вводити адресу, то вона не містить OUIs.

Способи універсально вводити і локально вводити адреси відрізняються між собою, встановивши другий молодший біт з найбільш значущим байтом адреси (наприклад, найбільш значущий байт є хххх xx1x), якщо цей біт двійковий 0, адресу потрібно вводити у всіх місцях. Якщо це двійкова 1, адреса «локально керована». Цей біт дорівнює 0 у всіх OUIs.

MAC-адреса комп'ютера.

MAC-48 і EUI-48 — це адреси, які, як правило, показані в шістнадцятковому форматі, кожен октету розділений дефісом. Приклад MAC-48-адреси буде «00-08-74-4C-7F-1D». Якщо перехресно посилатися на перші три октети із завданнями IEEE OUI, то можна бачити, що це МАС-адреса від корпорації Dell Computer, останні три октети представляють серійний номер, присвоєний адаптеру виробником.

Різниця між EUI-48 і MAC-48 ідентифікаторів є чисто семантичною: MAC-48 використовується для мережевого устаткування, EUI-48 використовується для ідентифікації інших пристроїв і програмного забезпечення. (Таким чином, за визначенням, EUI-48 насправді не «MAC-адреса», хоча це синтаксично не відрізняється від призначається з того ж простору нумерації).

## Друкований формат
Стандартний (IEEE 802) формат для друку MAC-48-адрес являє собою шість груп з двох шістнадцяткових чисел, розділених дефісом (-) в порядку передачі, наприклад, 01-23-45-67-89-AB. Ця форма також широко використовується для EUI-64. Інші конвенції включають в себе шість груп з двох чисел, розділених двокрапкою (наприклад 01:23:45:67:89:AB, або три групи по чотири шістнадцяткових чисел, розділених крапками (наприклад 0123.4567.89ab, в порядку передачі).

## Зміна адреси
Хоча фізичні адреси MAC є постійними, є кілька механізмів, що дозволяють модифікації, або «Зміну», МАС-адреси, яка повідомляється операційній системі. Це може бути корисно з причин конфіденційності, наприклад, при підключенні до точки доступу Wi-Fi, або для забезпечення сумісності. Деякі інтернет-провайдери пов'язують свої послуги на певну адресу MAC, якщо користувач потім змінює свою мережеву карту, або має намір встановити маршрутизатор, служба не буде працювати. Зміна адреси MAC нового інтерфейсу дозволить вирішити цю проблему. Крім того, деякі ліцензії прив'язані до конкретних МАС-адрес. Зміна MAC-адреси, таким чином, не є постійною: після перезавантаження вона повернеться до МАС-адреси, яка фізично зберігається у постійній пам'яті.
Оскільки МАС-адреса може бути змінена, то потрібно використовувати і інші методи перевірки автентичності. IEEE 802.1x являє собою новий стандарт, який краще підходить для аутентифікації пристроїв на низькому рівні.

## Навчальні ресурси
- Портал знань [Архівовано 29 березня 2013 у Wayback Machine.] — Відкритий навчальний курс «Мережа Internet та її сервіси»